# Kozloduj (ö i Bulgarien)
Kozloduj (bulgariska: Козлодуй) är en ö i Bulgarien.   Den ligger i regionen Vratsa, i den nordvästra delen av landet, 130 km norr om huvudstaden Sofia. Arean är 6,1 kvadratkilometer.
Trakten runt Kozloduj består till största delen av jordbruksmark. Runt Kozloduj är det ganska tätbefolkat, med 52 invånare per kvadratkilometer.